# Gudrun Hagman
Gudrun Margareta Hagman, född 5 mars 1928 i Brännkyrka församling i Stockholm, är en svensk konstnär.
Hagman studerade vid Konstfackskolan i Stockholm 1953–1956 och Académie Julian i Paris 1956–1957, Académie Libre 1957–1958 och vid Gerlesborgsskolan 1958 samt för Lennart Rodhe vid Konsthögskolan 1959–1964 där hon fick Lena Cronqvist och Ellinor Taube som studiekamrater. Hon har även deltagit i grafikkurser 1979–1980 och glasteknikkurser 1981. Hon har haft ett flertal separatutställningar i Stockholm sedan debuten 1966 och medverkat i ett stort antal samlingsutställningar på bland annat Liljevalchs konsthall och i Tyskland samt Frankrike. Bland hennes offentliga arbeten märks en väggmålning i Storliens högfjällshotell i Storlien. Hon har tilldelats Stockholm stads kulturstipendium 1968 och 1975, Statligt stipendium 1971, 1977 och 1979, Förening Svenska konstnärinnors stipendium 1973 och 2005 samt Svenska konstnärers stipendium 1973. Hagman är representerad vid Gustav VI Adolfs och ett flertal statliga och kommunala samlingar. 